# Jacobo Bidermann
Jacobo Bidermann (Ehingen, 1578-Roma, 20 de agosto de 1639) profesor de teología, poeta y dramaturgo jesuita alemán.
Nació en lo que por aquel entonces era Austria y con ocho años se metió en el seminario de Augsburgo donde dedicó su vida a los estudios y sobresalió en latín y griego. Bidermann es uno de los más eminentes dramaturgos neolatinos de la época barroca; Se considera un cofundador del teatro jesuítico.

## Vida
Bidermann estudió (desde 1586) en el colegio de la Compañía de Augsburgo, donde sus maestros Jacobo Pontano y Matthäus Rader descubrieron y fomentaron su talento poético. Ya jesuita, tras la filosofía en Ingolstadt (1597-1600), volvió como profesor a Augsburgo, donde escribió una biografía latina de Ignacio de Loyola, así como la novela satírica, Utopia, y el poema épico latino, Herodias. Inspirado por Udo de Jacob Gretser, compuso para jóvenes el drama Cenodoxus sobre un doctor de París, que, representada por miembros de la Congregación Mariana en 1602, ha quedado como su obra de teatro más conocida. En estas creaciones de transición, une la crítica al sentimiento del mundo del renacimiento con el nuevo espíritu del barroco. Como drama alegórico universal («Jedermann») quería mover al espectador, mediante el ejemplo negativo del doctor parisino, al arrepentimiento y la conversión. Cursada la teología en Ingolstadt (1602-1606), entró en una nueva fase de su carrera como dramaturgo mientras enseñaba en el colegio de Múnich (1606-1614) y dirigía el teatro escolar. En este tiempo, escribió los dramas históricos, Belisarius (1607), una obra política barroca sobre la caída del general y político bizantino Belisario, y Josephus, Aegypti prorex (1615), sobre la subida del patriarca José, en el que el tema bíblico reflejaba la situación contemporànea. 
Profesor (1615-1623) de teología en la Universidad de Dilinga, siguió componiendo valiosos trabajos literarios, incluidos su epigramas. Aunque no se reflejara en el aplauso público, Bidermann alcanzó su cúspide poética con su tragicomedia dialéctica Philemon Martyr y su humorística alegoría fantástica Cosmarchia. Sus dramas tardíos sobre eremitas, Josaphat, Macarius y la frecuentemente representada Johannes Calybita, representan el ideal ascético de huida del mundo. Desde 1626 hasta su muerte, estuvo en Roma como profesor de teología y censor de libros. Sólo tras su muerte, se publicó su Ludi theatrales sacri. Su obra más destacada son sus dramas, cuyo motivo central - la vivencia fundamental barroca de mera apariencia terrena y realidad eterna - lleva al espectador a una decisión ético-religiosa mediante la catarsis dramática.  

## Obra

### Teatro
- Cenodoxus
- Philemon Martyr

### Teología
- Theses Theologicae (1620)
- Sponsalia (1621)
- Poenitentiae Sacramentum (1621)
- Matrimonia Impedimenta (1621)
- Censurae (1622)
- Irregularitas (1622)
- Suffragia (1623)
- Jesu Christi Status Triplex, Mortalis, Immortalis, Sacramentalis (1623)
- Conscientia (1624)
- Proluciones Theologicae quibus Pontificis Rom. dignitatis adversus haeresim propugnata est (1624)
- Eleemosyna (1625)
- Gratia (1625)
- Agnosticon libri tres pro miraculis (1626)